# Sturnia
Sturnia es un género de aves paseriformes perteneciente a la familia Sturnidae. Anteriormente se incluía a sus miembros en el género Sturnus, pero un estudio de 2008 separó cinco especies en este género. Sus especies se distribuyen por el centro, sur y sudeste de Asia.

## Especies
En la actualidad se reconocen dentro del género las siguientes cinco especies:
- Sturnia sinensis – estornino chino;
- Sturnia malabarica – estornino malabar;
- Sturnia blythii – estornino de Blyth;
- Sturnia erythropygia – estornino cabeciblanco;
- Sturnia pagodarum – estornino de las pagodas.

Algunas clasificaciones taxonómicas anteriores habían incluido en el género a:
- Sturnia albofrontata – estornino cingalés.
- Sturnia sturnina – estornino dáurico.
- Sturnia philippensis – estornino carirrojo.